# Hans Richter (director de orquesta)
Hans Richter (János Richter) (Raab, actual Győr, 4 de abril de 1843 – Bayreuth, 5 de diciembre de 1916) fue un director de orquesta de origen austrohúngaro, difusor de la obra de Richard Wagner y quien estrenó en el Festival de Bayreuth varias de sus óperas.
Nació en una familia de músicos, su padre era maestro de capilla en Raab y su madre, la cantante Josephine Csazinsky. Estudió en el Conservatorio de Viena, donde luego tomaría lecciones de teoría musical de Simon Sechter. Fue él quien recomendó el joven a Richard Wagner, al que asistió entre 1866–1867. Además, el célebre director Hans von Bülow supervisó las primeras actuaciones de Richter como director del coro del Teatro de la Ópera de Múnich.
Entre 1871 y 1875 dirigió la Hofoper y la Orquesta Filarmónica de Viena y desde 1876 el Festival de Bayreuth.
En 1876, dirigió la primera representación del El anillo del nibelungo en el teatro de los festivales construido en Bayreuth. 
En 1877 continuó asistiendo a Wagner ya enfermo y en Inglaterra introdujo las óperas de Wagner y sus apariciones en Londres dieron lugar a una temporada cada mayo conocida como los Richter Concerts. En Covent Garden, dirigió El anillo del nibelungo (Der Ring des Nibelungen) representada por primera vez en inglés en 1908, siendo el nexo entre las dos culturas.
Hans Richter dio a conocer la música de Wagner a los compositores ingleses como Ethel Smyth y Edward Elgar. Dirigió la Orquesta Halle de Mánchester, la Orquesta Sinfónica de Londres y promovió la música de Antonín Dvořák, Brahms, Chaikovski y Bruckner.
Se retiró en Bayreuth dirigiendo Los maestros cantores de Núremberg.